# Tomás Fernández Grajal
Tomás Fernández Grajal (Madrid, 15 de diciembre de 1839 - ídem. 8 de febrero de 1914) fue un músico español.
Tomás, junto con su hermano Manuel comenzaron a estudiar pintura y música desde muy niños, primero con su padre y después en academias. En 1852 ingresa en el Conservatorio de Madrid, teniendo como profesores a Manuel Mendizábal y Pedro Albéniz (piano), Dionisio Aguado (acompañamiento), Gil (armonía) y Emilio Arrieta (composición). En 1863 obtuvo la medalla de oro en composición bajo la tutela de este último maestro.
El 1863, Tomás conocería a uno de sus ídolos y referentes musicales, Giuseppe Verdi, que había sido invitado a Madrid para asistir al estreno de su ópera La forza del destino en el Teatro Real. En el conservatorio se celebró un concierto en honor suyo, contando con la presencia del homenajeado. El concierto, celebrado el 10 de febrero, comenzó con un himno de alabanza a Verdi, compuesto expresamente para la ocasión, con letra del entonces director del conservatorio Ventura de la Vega y música de Tomás Fernández Grajal, elegido por los profesores de composición Hilarión Eslava y Emilio Arrieta. El himno fue interpretado por los alumnos de canto, solfeo y conjunto instrumental, mientras que la orquesta se reforzó con los profesores del conservatorio. Fue todo un éxito y Verdi felicitó a Tomás personalmente, dedicándole muchos elogios.
En 1868, Tomás fue nombrado profesor auxiliar de la clase superior del conservatorio. Nunca más dejaría de dar clase hasta su fallecimiento en 1914, teniendo discípulos como Ruperto Chapí, Reveriano Soutullo, Felipe Espino, Valentín de Arín, Gregorio Baudot, Miguel Yuste, Robustiano Montalbán, Rufino Arenal o José Mondéjar.
La huella de Verdi y también la de Donizetti son palpables en la obra de Tomás Fernández, lo que será señalado en algunas críticas a sus óperas y zarzuelas, aunque quedará también patente en su producción para piano, sobre todo en las fantasías sobre temas operísticos. Un año después de la visita de Verdi, los hermanos Fernández Grajal escribieron varias junto con su profesor Arrieta y otros condiscípulos de las clases de composición.
Durante la década de 1870 los hermanos Grajal obtuvieron grandes éxitos con sus zarzuelas originales y recibieron críticas que les fueron muy favorables, señalándolos como las grandes promesas de la música española y apuntando que la música de estas zarzuelas solía ser muy superior a los libretos y a los teatros en los que se representaban.
En 1880, a propuesta de Chapí, Tomás tomó parte activa en un ambicioso proyecto: arrendar un teatro y contratar artistas españoles para representar óperas nacionales. El proyecto fracasó por falta de calidad artística. Tras la lucha por ver estrenada su ópera El príncipe de Viana, Tomás Fernández Grajal se dedicó en exclusividad al conservatorio y no volvería a escribir ninguna otra obra para el teatro, desistiendo de escribir más óperas.
Hasta su fallecimiento Tomás y su hermano Manuel Fernández Grajal, mantuvieron vivo el sentimiento de fomentar la música, especialmente la española.

## Selección de su obra compositiva
- El viejo Telémaco, ópera bufa, junto con su hermano Manuel y otros compañeros músicos del Centro musical
- Una venganza, ópera, junto a su hermano
- Por echarlas de Tenorio, las fieras de Su Alteza, zarzuela junto a su hermano
- ¿Quién me compra un lío?, zarzuela junto a su hermano
- Un David callejero, zarzuela junto a su hermano
- Travesuras amorosas, zarzuela junto a su hermano con libreto de Mariano Capdepón
- Manicomio político de Madrid a la Luna, zarzuela junto a su hermano
- La pequeña vía, zarzuela junto a su hermano
- En el ambigú, zarzuela junto a su hermano
- Al pozo..., zarzuela junto a su hermano
- El collar de perlas, zarzuela junto a su hermano con libreto de Nogués i Revenga, con música adaptada de La Fiancée du Roi de Garbe de Daniel Auber* Las Hilanderas, scherzo
- La primavera, alborada
- Tarde de estío, canzonetta
- El príncipe de Viana, ópera